# Alojzij Uran
Alojzij Uran (Spodnje Gameljne, 22 gennaio 1945 – Lubiana, 11 aprile 2020) è stato un arcivescovo cattolico sloveno.

## Biografia
Alojzij Uran nacque a Spodnje Gameljne il 22 gennaio 1945 e era il terzo e ultimo figlio di una coppia di allevatori.

### Formazione e ministero sacerdotale
Nel 1964 si diplomò al ginnasio di Bežigrad. Compì gli studi per il sacerdozio presso la Facoltà di teologia dell'Università di Lubiana.
Il 29 giugno 1970 fu ordinato presbitero per l'arcidiocesi di Lubiana da monsignor Jožef Pogačnik. Il 12 luglio successivo celebrò la sua prima messa nella chiesa parrocchiale di Šmartno. In seguito fu vicario parrocchiale della parrocchia di San Nicola a Lubiana fino al 1973, anno in cui fu inviato a Roma per studi. Nel 1977 ottenne una specializzazione in pedagoga catechistica. Tornato in patria fu rettore del seminario minore "San Pietro" di Lubiana dal 1977 al 1980 e parroco della parrocchia di Lubiana-Šentvid dal 1980 al 1992.

### Ministero episcopale
Il 16 dicembre 1992 papa Giovanni Paolo II lo nominò vescovo ausiliare di Lubiana e titolare di Abula. Lo stesso mese venne nominato canonico, decano del capitolo metropolitano e arcidiacono della cattedrale. Ricevette l'ordinazione episcopale il 6 gennaio successivo nella basilica di San Pietro in Vaticano dallo stesso pontefice, co-consacranti gli arcivescovi Giovanni Battista Re, sostituto per gli affari generali della Segreteria di Stato della Santa Sede, e Justin Francis Rigali, segretario della Congregazione per i vescovi.
Il 16 marzo 1994 su iniziativa dell'Associazione dei combattenti di Javorovica pod Gorjanci celebrò una messa in suffragio dei partigiani caduti durante la seconda guerra mondiale.
Fu membro del membro dei consigli diocesano e interdiocesano di catechetica, presidente della commissione per le vocazioni e docente presso la Scuola teologico-pastorale. Si occupò anche di preparare la prima visita di papa Giovanni Paolo II in Slovenia svoltasi tra il 17 e il 19 maggio 1996.
Dal 2000 al 2006 fu delegato della Conferenza episcopale slovena per gli sloveni della diaspora.
Nell'aprile del 2001 compì la visita ad limina.
Il 25 ottobre 2004 papa Giovanni Paolo II lo nominò arcivescovo metropolita di Lubiana. Prese possesso dell'arcidiocesi il 4 dicembre successivo.
Il 6 dicembre 2004 fu eletto vicepresidente della Conferenza episcopale slovena. Il 21 gennaio 2005 venne nominato membro del VII settore "religioni del mondo" dell'Accademia europea delle scienze e delle arti. Il 16 marzo 2007 fu eletto presidente della Conferenza episcopale slovena.
Nel gennaio del 2008 compì una seconda visita ad limina.
Il 28 novembre 2009 papa Benedetto XVI accettò la sua rinuncia al governo pastorale dell'arcidiocesi. Tempo dopo emerse che la Santa Sede gli aveva chiesto di ritirarsi dalla vita pubblica dopo che era stato accusato di avere avuto un figlio. Nel giugno del 2013 prese residenza nel monastero di San Giovanni a Trieste. Alla fine del 2015 papa Francesco gli permise di tornare in patria dopo che la situazione si risolse in suo favore.
Morì a Lubiana l'11 aprile 2020 all'età di 75 anni. Le esequie si tennero nel pomeriggio del 15 aprile nella cattedrale di San Nicola a Lubiana in forma strettamente privata a causa della pandemia di COVID-19 e furono presiedute da monsignor Stanislav Zore. Vi presero parte alcuni famigliari, i vescovi ausiliari Anton Jamnik e Franc Šuštar, i sacerdoti Sebastijan Likar e Ivan Jagodic e quattro cantori. La messa fu trasmessa in diretta da RTV Slovenija e Radio Ognjišče. Al termine del rito fu sepolto nella cappella di Sant'Andrea della cattedrale.

## Genealogia episcopale e successione apostolica
La genealogia episcopale è:
- Cardinale Scipione Rebiba
- Cardinale Giulio Antonio Santori
- Cardinale Girolamo Bernerio, O.P.
- Arcivescovo Galeazzo Sanvitale
- Cardinale Ludovico Ludovisi
- Cardinale Luigi Caetani
- Cardinale Ulderico Carpegna
- Cardinale Paluzzo Paluzzi Altieri degli Albertoni
- Papa Benedetto XIII
- Papa Benedetto XIV
- Papa Clemente XIII
- Cardinale Enrico Benedetto Stuart
- Papa Leone XII
- Cardinale Chiarissimo Falconieri Mellini
- Cardinale Camillo Di Pietro
- Cardinale Mieczysław Halka Ledóchowski
- Cardinale Jan Maurycy Paweł Puzyna de Kosielsko
- Arcivescovo Józef Bilczewski
- Arcivescovo Bolesław Twardowski
- Arcivescovo Eugeniusz Baziak
- Papa Giovanni Paolo II
- Arcivescovo Alojzij Uran

La successione apostolica è:
- Vescovo Anton Jamnik (2006)